# Championnat de France de basket-ball 2008-2009
Navigation
Saison précédente Saison suivante
La saison 2008-2009 du championnat de France Pro A de basket-ball est la 87e édition du championnat de France masculin de basket-ball, la 22e depuis la création de la LNB.
À la fin de la saison régulière, les équipes classées de 1 à 8 sont automatiquement qualifiées pour les quarts de finale des playoffs. Le vainqueur de ces playoffs est désigné Champion de France. Le tenant du titre, 
Nancy, va essayer cette année de remporter le deuxième titre de son histoire.
Les équipes classées 15e et 16e de Pro A à l'issue de la saison régulière du championnat, descendent en Pro B. Elles seront remplacées par le club champion de France de Pro B et le club classé premier de la saison régulière ou le deuxième si le champion de France termine premier, à la condition, bien sûr, qu'elles satisfassent aux règles du contrôle de la gestion financière et aux conditions du cahier des charges imposé aux clubs de Pro A. Sinon le 15e voire le 16e peuvent être repêchés si un ou les deux clubs de Pro B ne remplissent pas ces conditions.
Lyon-Villeurbanne remporte le 17e titre de champion de son histoire en battant en finale Orléans.

## Qualifications en coupe d'Europe

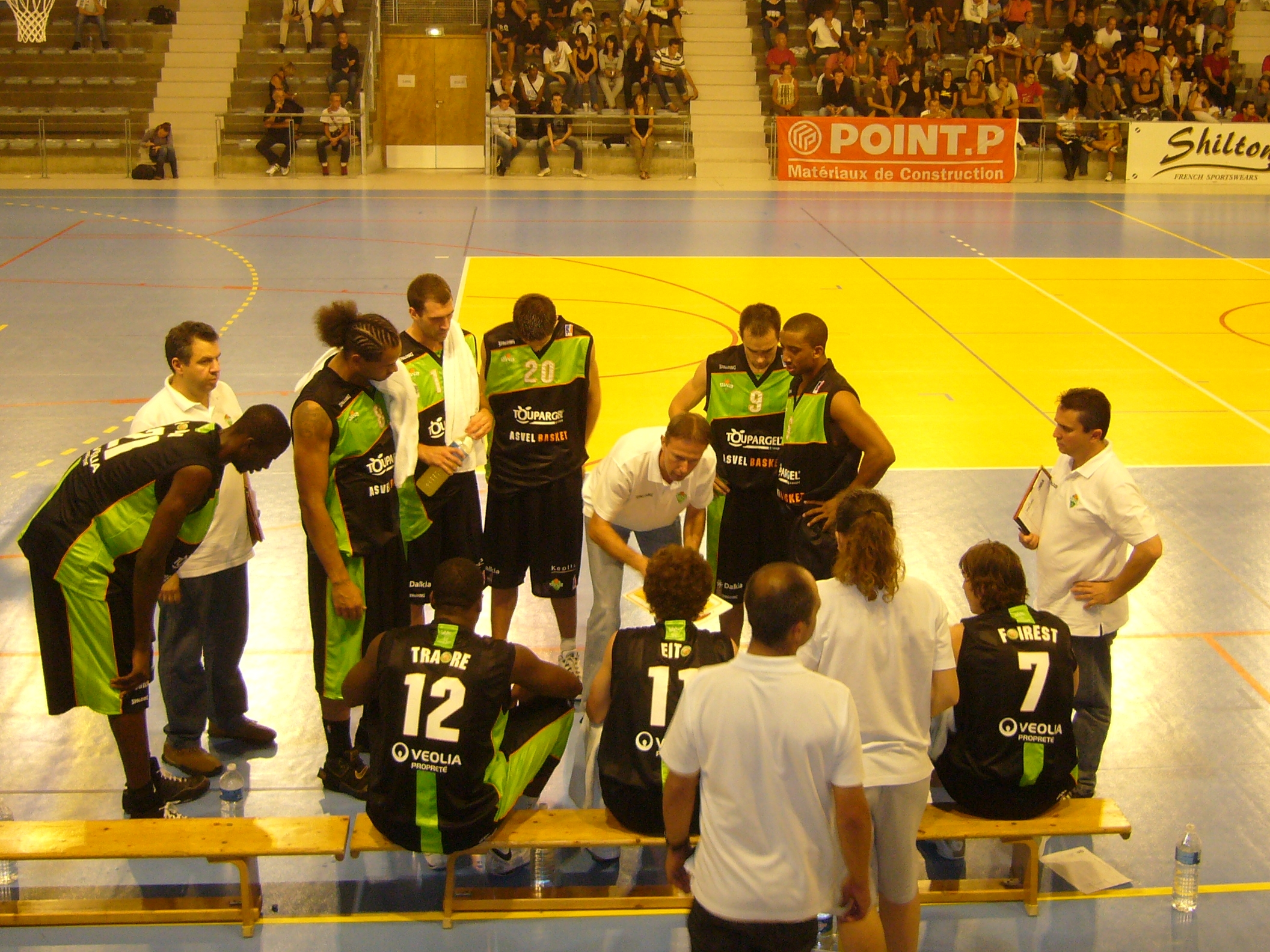
L'équipe française de basket-ball de l'ASVEL Lyon-Villeurebanne (à Agde, 34).

Trois places sont à pourvoir en Euroligue cette saison, une place est attribuée pour trois ans par le biais d'une "wild card". Le club de Lyon-Villeurbanne participera donc la saison prochaine à l'Euroligue dans le cadre de cette invitation. Les autres places en Euroligue seront attribués au champion de France et au finaliste. Si Lyon-Villeurbanne est l'un de ces deux clubs, un troisième club sera choisi en fonction de ses performances. 
Quatre places sont à pourvoir en Eurocup (anciennement ULEB Cup), la première place attribuée au mieux classé de la saison régulière des deux demis finalistes sortants. La deuxième place est attribuée au vainqueur de la Coupe de France selon les places disponibles et est intégré dans le tour le plus proche de la compétition. Une troisième place sera attribuée au vainqueur de la Semaine des As selon les places disponibles restantes. En cas de qualification pour l’Euroligue  ou pour l’Eurocup du vainqueur de la Coupe de France et/ou de la Semaine des As, ou en cas de désistement d’un club qualifié, les places restantes seront attribuées aux clubs dans l’ordre du classement de la saison régulière.
Enfin, les places de FIBA Euro Challenge (anciennement FIBA Eurocup) dont disposera la LNB seront attribuées aux clubs ne disposant pas encore de place en compétition européenne, dans l’ordre du classement de la saison régulière.

## Clubs participants

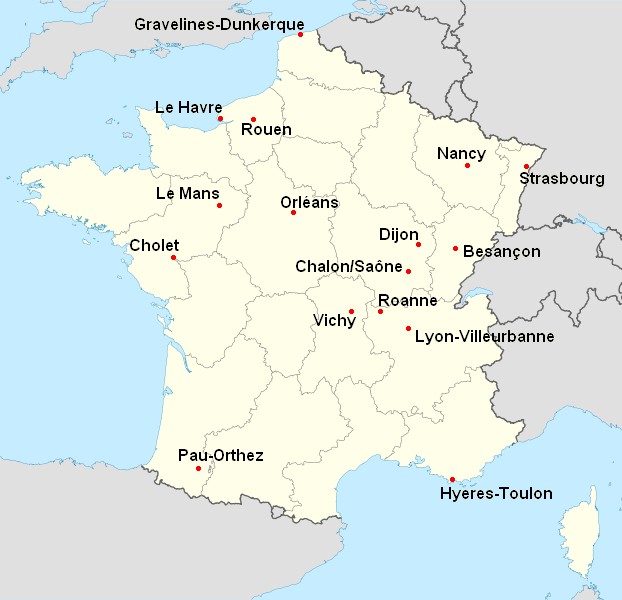
Localisation des clubs engagés dans le championnat.

| Clubs                | Salles (Capacités)                                                        | Villes           |
| -------------------- | ------------------------------------------------------------------------- | ---------------- |
| Besançon             | Palais des sports de Besançon (4 200 places)                              | Besançon         |
| Chalon-sur-Saône     | Le Colisée (4 000 places)                                                 | Chalon-sur-Saône |
| Cholet               | La Meilleraie (4 500 places)                                              | Cholet           |
| Dijon                | Palais des sports Jean-Michel-Geoffroy (4 628 places)                     | Dijon            |
| Gravelines-Dunkerque | Sportica (3 500 places)                                                   | Gravelines       |
| Hyères Toulon        | Palais des sports Jauréguiberry (4 700 places) Espace 3000 (2 200 places) | Toulon           |
| Le Havre             | Salle des Docks Océane (3 598 places)                                     | Le Havre         |
| Le Mans              | Antarès (6 000 places)                                                    | Le Mans          |
| Lyon-Villeurbanne    | Astroballe (5 600 places)                                                 | Villeurbanne     |
| Nancy                | Palais des sports Jean-Weille (6 027 places)                              | Nancy            |
| Orléans              | Palais des sports d'Orléans (3 222 places)                                | Orléans          |
| Pau Lacq Orthez      | Palais des sports de Pau (7 813 places)                                   | Pau              |
| Roanne               | Halle André-Vacheresse (3 300 places)                                     | Roanne           |
| Rouen                | Salle des Cotonniers (1 300 places)                                       | Rouen            |
| Strasbourg           | Rhénus Sport (6 200 places)                                               | Strasbourg       |
| Vichy                | Palais des Sports Pierre Coulon (3 300 places)                            | Vichy            |

## La saison régulière

### Classement de la saison régulière
| Rang | Équipe               | Pts | J  | G  | P  | Pp   | Pc   | Diff |
| ---- | -------------------- | --- | -- | -- | -- | ---- | ---- | ---- |
| 1    | Lyon-Villeurbanne    | 52  | 30 | 22 | 8  | 2367 | 2133 | 234  |
| 2    | Orléans              | 51  | 30 | 21 | 9  | 2243 | 2058 | 185  |
| 3    | Le Mans (S/C)        | 50  | 30 | 20 | 10 | 2338 | 2029 | 309  |
| 4    | Nancy (T)            | 50  | 30 | 20 | 10 | 2432 | 2238 | 194  |
| 5    | Roanne (F)           | 49  | 30 | 19 | 11 | 2393 | 2345 | 48   |
| 6    | Gravelines-Dunkerque | 47  | 30 | 17 | 13 | 2322 | 2230 | 92   |
| 7    | Chalon-sur-Saône     | 46  | 30 | 16 | 14 | 2279 | 2257 | 22   |
| 8    | Strasbourg           | 46  | 30 | 16 | 14 | 2378 | 2324 | 54   |
| 9    | Cholet               | 45  | 30 | 15 | 15 | 2310 | 2307 | 3    |
| 10   | Vichy                | 43  | 30 | 13 | 17 | 2027 | 2090 | -63  |
| 11   | Hyères Toulon        | 43  | 30 | 13 | 17 | 2368 | 2436 | -68  |
| 12   | Dijon                | 41  | 30 | 11 | 19 | 2448 | 2564 | -116 |
| 13   | Rouen (P)            | 41  | 30 | 11 | 19 | 2251 | 2389 | -138 |
| 14   | Le Havre             | 40  | 30 | 10 | 20 | 2286 | 2471 | -185 |
| 15   | Besançon (P)         | 39  | 30 | 9  | 21 | 2268 | 2479 | -211 |
| 16   | Pau Lacq Orthez      | 37  | 30 | 7  | 23 | 2235 | 2595 | -360 |

|     | Qualification pour les Play-offs 2009         |
|     | Relégation en Pro B                           |
| (T) | Tenant du titre 2008                          |
| (F) | Finaliste 2008                                |
| (P) | Promu 2008                                    |
| (C) | Vainqueur Coupe de France                     |
| (S) | Vainqueur de la Semaine des As de basket-ball |

### Matches de la saison régulière
| Résultats (dom.\ext.)                                              | BES   | CHA   | CHO    | DIJ     | GRA    | HYÈ    | LEH    | LEM   | LYO    | NAN   | ORL   | PAU   | ROA    | ROU    | STR   | VIC   |
| Besançon                                                           |       | 95-83 | 88-91  | 89-97   | 74-90  | 72-74  | 80-65  | 62-65 | 76-79  | 57-85 | 64-88 | 91-83 | 80-96  | 91-85  | 74-72 | 96-90 |
| Chalon-sur-Saône                                                   | 81-63 |       | 83-79  | 96-70   | 66-75  | 75-92  | 77-94  | 78-67 | 68-61  | 75-84 | 65-59 | 79-70 | 83-77  | 101-66 | 71-72 | 83-77 |
| Cholet                                                             | 83-61 | 76-68 |        | 66-74   | 78-54  | 105-71 | 83-67  | 56-80 | 69-66  | 77-88 | 53-65 | 95-88 | 103-91 | 87-68  | 56-71 | 72-59 |
| Dijon                                                              | 97-61 | 73-81 | 73-78  |         | 76-86  | 98-97  | 90-103 | 82-80 | 84-79  | 80-89 | 77-66 | 81-84 | 80-82  | 74-65  | 83-93 | 79-85 |
| Gravelines-Dunkerque                                               | 86-68 | 88-66 | 65-85  | 116-65  |        | 78-87  | 79-46  | 75-91 | 77-70  | 58-62 | 70-60 | 96-57 | 87-95  | 85-66  | 86-71 | 53-50 |
| Hyères Toulon                                                      | 81-73 | 90-87 | 88-75  | 88-75   | 62-64  |        | 79-85  | 73-78 | 66-79  | 81-73 | 65-72 | 92-97 | 79-81  | 59-48  | 84-75 | 67-81 |
| Le Havre                                                           | 95-97 | 61-68 | 76-78  | 88-75   | 92-80  | 72-87  |        | 66-54 | 61-79  | 86-78 | 68-86 | 99-88 | 86-88  | 76-82  | 73-83 | 54-77 |
| Le Mans                                                            | 75-58 | 82-58 | 84-79  | 91-83   | 92-58  | 85-67  | 88-60  |       | 78-90  | 92-82 | 67-78 | 96-57 | 80-60  | 105-65 | 76-81 | 70-42 |
| Lyon-Villeurbanne                                                  | 74-68 | 77-68 | 90-75  | 82-61   | 89-69  | 103-98 | 78-59  | 72-66 |        | 76-65 | 71-59 | 92-75 | 94-69  | 70-71  | 77-85 | 73-63 |
| Nancy                                                              | 92-85 | 92-72 | 71-72  | 76-74   | 100-76 | 98-87  | 86-69  | 65-62 | 76-73  |       | 69-66 | 94-60 | 70-79  | 96-73  | 83-70 | 79-82 |
| Orléans                                                            | 86-79 | 53-73 | 81-74  | 88-78   | 76-89  | 96-73  | 83-55  | 54-72 | 70-64  | 81-76 |       | 85-72 | 80-53  | 79-64  | 78-56 | 72-58 |
| Pau Lacq Orthez                                                    | 67-80 | 57-88 | 90-86  | 104-90  | 78-86  | 94-95  | 93-102 | 49-83 | 78-100 | 59-89 | 72-91 |       | 66-88  | 83-67  | 82-74 | 66-80 |
| Roanne                                                             | 73-72 | 88-68 | 101-76 | 106-90  | 68-61  | 82-68  | 108-87 | 75-71 | 79-89  | 74-79 | 58-64 | 74-56 |        | 78-82  | 75-73 | 74-71 |
| Rouen                                                              | 86-67 | 69-73 | 76-60  | 100-106 | 76-83  | 93-85  | 88-81  | 72-73 | 70-72  | 85-78 | 68-70 | 81-69 | 83-97  |        | 95-83 | 71-57 |
| Strasbourg                                                         | 91-76 | 81-83 | 102-87 | 79-103  | 96-90  | 70-84  | 88-83  | 64-69 | 81-86  | 93-78 | 75-80 | 85-74 | 86-69  | 79-68  |       | 76-54 |
| Vichy                                                              | 69-71 | 69-62 | 68-57  | 66-80   | 68-62  | 72-49  | 71-77  | 68-66 | 49-62  | 64-79 | 80-77 | 56-67 | 81-55  | 73-68  | 47-73 |       |
| - Victoire à domicile - Victoire à l'extérieur - Match non disputé |       |       |        |         |        |        |        |       |        |       |       |       |        |        |       |       |

### Faits marquants de la saison régulière

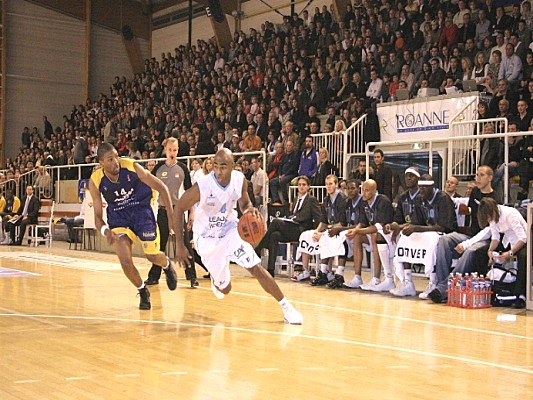
Roanne contre Hyères-Toulon en 2008

Journée 1 (4 octobre 2008): Courte défaite de l'ASVEL à Nancy, le tenant du titre.
Journée 2 (11 octobre 2008): Le tenant du titre, Nancy, est battu par Hyères-Toulon. Le classique ASVEL Lyon-Villeurbanne- Pau Orthez est remporté par l'ASVEL à domicile. Nette défaite de Roanne à Orléans sur le score de 80-53.
Journée 3 (18 octobre 2008): Les deux chocs de la 3e journée sont remportés par Le Mans et Gravelines-Dunkerque, aux dépens respectivement de Strasbourg et de l'ASVEL.
Journée 4 (25 octobre 2008): Pau Orthez perd par un écart de 30 points à domicile contre Nancy.
Journée 5 (1er novembre 2008): Victoires à l'extérieur de l'ASVEL à Rouen et de Dijon à Vichy.
Journée 6 (8 novembre 2008): Le Mans subit sa première défaite de la saison à Dijon. Orléans, qui avait effectué un bon début de saison, est battu à domicile par Gravelines-Dunkerque. Pau Orthez enregistre sa 6e défaite en autant de matchs, étant battu à domicile par Vichy.
Journée 7 (15 novembre 2008): Le choc de la 7e journée oppose les deux derniers vainqueurs du championnat, Roanne perd à domicile face au SLUC Nancy (74-79). Le 2e match au sommet oppose les deux premiers au classement, Orléans conforte sa première place en allant battre Le Mans dans sa salle. L'ASVEL s'impose à Strasbourg (86-81).
Journée 8 (22 novembre 2008): Dans un match entre équipes classées à la seconde place du classement, le SLUC Nancy bat nettement Gravelines (100-76). Orléans garde la tête du classement grâce à sa victoire à domicile contre Dijon.
Journée 9 (28 et 29 novembre 2008): Roanne s'impose à Gravelines (95-87) qui perd pour la 1re fois à domicile. L'ASVEL fait la bonne affaire de la journée en s'imposant au Mans, cette dernière et l'autre équipe qualifiée en Euroligue, SLUC Nancy, ont été battues.
Journée 10 (6 décembre 2008): Dans le seul match oppose qui deux équipes bien placées au classement, la Chorale Roanne bat Strasbourg (75-73).
Journée 11 (12 et 13 décembre 2008): Le choc entre les deux premières équipes au classement est remporté par Orléans qui bat l'ASVEL à domicile (70-64).
Journée 12 (3 janvier 2009): Pau Orthez remporte sa première victoire de la saison face à Dijon (104-90). Nancy et Le Mans battus par Le Havre et Vichy respectivement, Gravelines et l'ASVEL profitent de leurs victoires face à Chalon-sur-Saône et Cholet pour occuper la 2e place. 
Journée 13 (10 janvier 2009): Orléans conserve la tête du classement en battant Pau Orthez (85-72). L'ASVEL s'empare seule de la deuxième place grâce à sa victoire à Hyères-Toulon (79-66).
Journée 14 (16, 17 et 18 janvier 2009): Orléans demeure toujours en tête grâce à sa victoire au Havre (86-68), suivi par l'ASVEL qui bat Dijon (82-61). Gravelines profite de la défaite du Mans à Roanne (75-71) pour s'emparer de la 3e place grâce à sa victoire à Vichy (53-50).
Journée 15 (23 et 24 janvier 2009): Les deux équipes en tête du classement, Orléans et l'ASVEL remportent leur match, respectivement face à Nancy (81-76) et Besançon (74-68). L'affiche de cette journée opposait Le Mans à Gravelines, les Manceaux l'emportant largement (92-58), leur permettant de reprendre aux Gravelinois la 3e place sur le podium.
Journée 16 (30, 31 janvier et 1er février 2009): Orléans et l'ASVEL se sont imposés face à Roanne (64-58) et Pau Orthez (100-78). Dans l'opposition des équipes du bas du classement, Besançon s'impose de deux points sur le parquet du Havre (95-97).
Journée 17 (6 et 7 février 2009): Orléans s'incline sur le parquet de Vichy (80-77). L'ASVEL en profite pour rejoindre Orléans en tête du classement grâce à sa large victoire face à Gravelines (89-69).
Journée 18 (13 et 14 février 2009): Le co-leader Orléans s'impose difficilement (70-68) à Rouen, tandis que l'ASVEL s'impose plus facilement au Havre (79-61). Autre victoire difficile, celle de Roanne à domicile face à Besançon d'un point (73-72). Pau Orthez connait une nouvelle déconvenue avec sa lourde défaite sur le parquet de Nancy (94-60).
Journée 19 (27 et 28 février 2009): Les deux Leaders Orléans et l’ASVEL s’inclinent tous les deux à domicile respectivement face à Chalon-sur-Saône (53-73) et face à Rouen (70-71).
Sur les 8 rencontres prévues seul Le Havre s'est imposé à domicile face à Nancy (86-78).
Pau Lacq Orthez est toujours lanterne rouge après une énième défaite à domicile face à Roanne (66-88).
Journée 20 (6 et 7 mars 2009): Les deux leaders Orléans et l’ASVEL s’inclinent pour la seconde fois de suite. Pau Orthez poursuit sa progression en gagnant à Vichy, mais reste dernier au classement.
Journée 21 (13 et 14 mars 2009): Comme le weekend dernier, les deux leaders Orléans et l’ASVEL chutent pour la troisième fois consécutive en championnat. Roanne grâce à sa victoire à Nancy (70-79) s’empare de la troisième place et revient à une petite victoire des leaders. Pau Lacq Orthez reste toujours lanterne rouge de la Pro A malgré sa victoire sur Rouen (83-67).
Journée 22 (20, 21 et 23 mars 2009): L’ASVEL remporte le derby à Roanne 89-79, et met fin à une série de 3 défaites consécutives en championnat. Strasbourg grâce à sa victoire sur Le Havre enchaine une quatrième victoire consécutive, et prétend désormais à être sur le podium.
Journée 23 (27 et 28 mars 2009): L’ASVEL bat Le Mans à domicile et prend seul la tête du classement général. Orléans met fin à une série de quatre défaites consécutives et prend la seconde place.
Journée 24 (3 et 4 avril 2009): L’ASVEL conserve la tête du championnat grâce à sa victoire à Vichy (62-49), suivi par Orléans qui s'impose à domicile face à Cholet (81-74). Pau Lacq Orthez s'incline lourdement face à Gravelines (96-57).
Journée 25 (10 et 11 avril 2009): L’ASVEL s'impose nettement dans le choc entre les deux premiers du classement en battant Orléans par 71 à 59.
Journée 26 (17 et 18 avril 2009): L’ASVEL, à la suite de sa défaite sur le parquet de Cholet (69-66), voit ses poursuivants Orléans, Le Mans et Nancy se rapprocher grâce à leurs victoires respectives face à Besançon, Le Havre et Vichy.
Journée 27 (24, 25 avril et 2 mai 2009): Pas de changement en tête du classement, les quatre premiers s'imposent à domicile, sauf Orléans, qui va s'imposer sur le parquet de Pau Lacq Orthez (91-72). Les Béarnais comptent désormais deux victoires de retard sur le premier non-relégable Le Havre, vainqueur face à Dijon (88-75).
Journée 28 (5 mai 2009): Orléans, large vainqueur face au Le Havre (83-55), rejoint l'ASVEL, battue à Dijon (84-79), à la première place du classement. Nancy n'est qu'à une victoire de la tête du championnat. Pau Lacq Orthez à la suite de sa défaite sur le parquet de Cholet (95-88) est désormais mathématiquement relégué en Pro B.
Journée 29 (8 et 9 mai 2009):  L'ASVEL gagne à Besançon et reprend seul la tête du classement car Orléans s'est incliné à Nancy. Chalon-sur-Saône assure sa place en play-off en allant gagner 83-81 à Strasbourg.
Journée 30 (13 mai 2009): L'ASVEL assure sa première place en battant Nancy (76-65). Le Mans profite de cette défaite des Nancéiens pour conquérir la troisième place grâce à sa très large victoire sur Rouen (105-65). Besançon est relégué en Pro B malgré sa victoire face à Pau Lacq Orthez (91-83), Le Havre ayant assuré son maintien en allant s'imposer à Hyères-Toulon (85-79).

### Leaders de la saison régulière
| Catégorie                  | Joueur           | Équipe           | Statistiques |
| -------------------------- | ---------------- | ---------------- | ------------ |
| Points par match           | Austin Nichols   | Hyères Toulon    | 18,4         |
| Rebonds par match          | Marcus Slaughter | Le Havre         | 9,5          |
| Passes décisives par match | Kareem Reid      | Vichy            | 7,7          |
| Interceptions par match    | Zack Wright      | Chalon-sur-Saône | 2,57         |
| Contres par match          | Akin Akingbala   | Nancy            | 1,94         |
| % aux tirs                 | Aerick Sanders   | Dijon            | 65,8 %       |
| % aux lancer-francs        | Derrick Obasohan | Strasbourg       | 90,9 %       |
| % à 3 points               | Philippe Braud   | Chalon-sur-Saône | 46,9 %       |

## Les playoffs

### Matchs des playoffs
|  | Quarts de finale                   | Quarts de finale | Quarts de finale | Quarts de finale |                                      |             | Demi-finales | Demi-finales | Demi-finales                      | Demi-finales |  |  | Finale | Finale |
|  |                                    |                  |                  |                  |                                      |             |              |              |                                   |              |  |  |        |        |
|  | sam 23 mai, ven 29 mai, mar 2 juin |                  |                  |                  |                                      |             |              |              |                                   |              |  |  |        |        |
|  |                                    |                  |                  |                  |                                      |             |              |              |                                   |              |  |  |        |        |
|  | (1) ASVEL                          | 91               | 66               | 88               |                                      |             |              |              |                                   |              |  |  |        |        |
|  | (1) ASVEL                          | 91               | 66               | 88               | ven 5 juin, mer 10 juin, sam 13 juin |             |              |              |                                   |              |  |  |        |        |
|  | (8) Strasbourg                     | 68               | 77               | 59               |                                      |             |              |              |                                   |              |  |  |        |        |
|  | (8) Strasbourg                     | 68               | 77               | 59               | (1) ASVEL                            | 69          | 69           | 62           |                                   |              |  |  |        |        |
|  | ven 22 mai, ven 29 mai, mar 2 juin |                  |                  |                  | (1) ASVEL                            | 69          | 69           | 62           |                                   |              |  |  |        |        |
|  |                                    | (4) Nancy        | 70               | 53               | 56                                   |             |              |              |                                   |              |  |  |        |        |
|  | (4) Nancy                          | (4) Nancy        | 70               | 53               | 56                                   | 97          | 70           | 95           |                                   |              |  |  |        |        |
|  | (4) Nancy                          |                  |                  |                  |                                      | 97          | 70           | 95           | Sam 20 juin à 17h00 à Paris-Bercy |              |  |  |        |        |
|  | (5) Roanne                         | 79               | 81               | 82               |                                      |             |              |              |                                   |              |  |  |        |        |
|  | (5) Roanne                         | 79               | 81               | 82               | (1) ASVEL                            | 55          |              |              |                                   |              |  |  |        |        |
|  | sam 23 mai, sam 30 mai             |                  |                  |                  | (1) ASVEL                            | 55          |              |              |                                   |              |  |  |        |        |
|  |                                    |                  |                  |                  |                                      | (2) Orléans | 41           |              |                                   |              |  |  |        |        |
|  | (2) Orléans                        | 68               | 65               | -                |                                      | (2) Orléans | 41           |              |                                   |              |  |  |        |        |
|  | (2) Orléans                        | 68               | 65               | -                | sam 6 juin, mar 9 juin, sam 13 juin  |             |              |              |                                   |              |  |  |        |        |
|  | (7) Chalon-sur-Saône               | 64               | 54               | -                |                                      |             |              |              |                                   |              |  |  |        |        |
|  | (7) Chalon-sur-Saône               | 64               | 54               | -                | (2) Orléans                          | 76          | 61           | 66           |                                   |              |  |  |        |        |
|  | sam 23 mai, ven 29 mai             |                  |                  |                  | (2) Orléans                          | 76          | 61           | 66           |                                   |              |  |  |        |        |
|  |                                    | (3) Le Mans      | 75               | 71               | 60                                   |             |              |              |                                   |              |  |  |        |        |
|  | (3) Le Mans                        | (3) Le Mans      | 75               | 71               | 60                                   | 76          | 87           | -            |                                   |              |  |  |        |        |
|  | (3) Le Mans                        |                  |                  |                  |                                      | 76          | 87           | -            |                                   |              |  |  |        |        |
|  | (6) Gravelines Dunkerque           | 73               | 68               | -                |                                      |             |              |              |                                   |              |  |  |        |        |

### Faits marquants des playoffs
Quarts de finale :,, Le Mans et Orléans sont les deux premiers clubs qualifiés pour les demi-finales. Le Mans s'impose (76-73) dans sa salle, puis va gagner (87-68) à Gravelines-Dunkerque. Orléans s'impose également en deux manches (68-64) et (65-54) face à Chalon-sur-Saône. Le leader de la saison régulière, l'ASVEL s'impose en trois manches, gagnant largement ses deux matchs à domicile face à Strasbourg (91-68) et (88-59). Le champion en titre, Nancy doit également disputer la belle pour éliminer Roanne dans le remake de la finale de la saison dernière.

Demi-finales :,,
Les deux séries vont jusqu'à la belle. Après le hold-up parfait à Villeurbanne, en s'imposant d'un point à la suite de deux lancer-francs dans la dernière seconde. Lors du match retour, Nancy subit sa première défaite en play-off dans sa salle depuis quatre ans, l'ASVEL remporte la belle en réussissant un 16-0 en fin de match pour l'emporter. Orléans s'impose également d'un point lors de la première manche également, puis Le Mans égalise en gagnant dans sa salle (71-61). Orléans remporte la série à l'issue d'un match serré.

Finale : La finale oppose les deux premiers de la saison régulière, ce qui est une surprise pour la Pro A de ces dernières années. L'ASVEL remporte la finale à Paris-Bercy en battant Orléans 55-41. L'ASVEL a vu sa victoire se dessiner lors du deuxième quart-temps en infligeant un 19-0 à Orléans. Amara Sy est élu MVP de la finale. L'ASVEL est la cinquième équipe différente sacrée en cinq ans.

### Récompenses individuelles
| - MVP français : - MVP étranger : - Joueur ayant le plus progressé : - Meilleur défenseur : - Meilleur espoir : - Meilleur entraîneur : | Alain Koffi (Le Mans) Austin Nichols (Hyères Toulon) Rodrigue Beaubois (Cholet) Tony Dobbins (Orléans) Thomas Heurtel (Pau Lacq Orthez) Philippe Hervé (Orléans) |

Le référendum a été créé par le magazine Maxi-Basket en 1982. Depuis cette saison, c'est l'hebdomadaire Basket News qui organise ce scrutin en partenariat avec L'Équipe, Sport+ et la LNB. Le vote s'effectue parmi les entraîneurs, les capitaines des équipes et les journalistes.

### MVPs du mois
| Mois     | Joueur           | Équipe                  |
| -------- | ---------------- | ----------------------- |
| Octobre  | Cedrick Banks    | Orléans                 |
| Novembre | Laurent Foirest  | ASVEL Lyon-Villeurbanne |
| Décembre | Amara Sy         | ASVEL Lyon-Villeurbanne |
| Janvier  | Cyril Julian     | Nancy                   |
| Février  | Dewarick Spencer | Le Mans                 |
| Mars     | Bobby Dixon      | Le Mans                 |
| Avril    | Ricardo Greer    | Nancy                   |